# Lambula contigua
Lambula contigua là một loài bướm đêm thuộc phân họ Arctiinae, họ Erebidae.